# Српска књижевност
Српска књижевност је књижевност писана на српском језику.

## Средњовековна књижевност
Српска средњовековна књижевност углавном је третирала теме из верског живота и утицала је на развој староруске књижевности.
Најстарији сачувани рукопис и споменик старе српске књижевности писан на српском језику је Мирослављево јеванђеље, литургијска књига од 362 странице писана у прелазној форми између старословенског и српско-словенског језика која је написана осамдесетих година 12. вијека. Филолошким анализама је утврђено да су на тексту радила два писара од којих се потписао само један у четири кратка записа и то као Глигорије, Глигор и Григорије. Писано је за хумског кнеза Мирослава, сина Завидиног, брата Стефана Немање. Године 2001. године УНЕСКО га је уврстио у своју библиотеку „Памћење свијета“.

## Дубровачка и бокељска књижевност
Професорка дубровачке књижевности Светлана Стипчевић сматра да целокупна дубровачка књижевност припада и српском књижевном корпусу, као и да су становишта да ексклузивитет на дубровачку књижевност полажу друге културе нема исходиште у науци, већ у политици. Она закључује да делимични губитак интереса српске интелигенције за дубровачке студије произилази из заузимања становишта по којем је Србин и део српске културе искључиво православац, што је супротно од погледа Вука Караџића о Србима сва три закона.
За најстарије дело ренесансе у Дубровнику узимају се три стиха која је 1421. године на празној страни „Царинског статута“, ћирилицом записао Џонко Каличевић. За најважније ауторе сматрају се Иван Гундулић и Марин Држић.
Српске традиције династије Немањића, Косова и ратова са Турцима били су постављени као средишња тема у делима водећих писаца Дубровачке републике. Средњовековна Србија је имала блиске везе са Дубровником. Од успостављања факултета на Универзитету у Београду у 19. столећу дубровачка књижевност се третира као српска. Став српске разуголошке школе, супротан колегама из данашње Хрватске, јесте да је дубровачка књижевност српска барем колико и хрватска. Сви рани историчари књижевности и издавачи уврштавају засебну дубровачку у корпус српске књижевности, попут: Јована Суботића, Светислава Вуловића, Стојана Новаковића, Петра Колендића, Јована Живановића Јорја Тадића, Александра Белића, Павла Поповића и Мирослава Пантића. Јефто Поповић 1827. штампа Осман Ивана Гундулића на ћирилици а две године раније Јован Суботић у Бечу издаје антологију српске књижевности коју је поделио на старију дубровачку и новију српску. Дубровачка књижевност је значајно утицала на Вукову реформу (употреба слова Х) као и писање Петра II Петровић Његоша, Бранка Радичевића, Јована Илића, Љубомира Ненадовића и Милоша Црњанског.
У 19. и почетком 20. века је деловао значајан покрет Срба католика у Дубровнику, са својом књижевношћу, културом и науком.

## Књижевност барока и просвјетитељства
Све до 70-их година XVIII века просвета и књижевност задржале су претежно доминантан утицај цркве. Школе се оснивају уз цркве или архијерејске столице. У њима предају углавном свештеници, а настава иако обухвата и свјетовне предмете, има претежно духовни садржај. Књижевност је црквена, језик такође: и једно и друго налазе се под руским црквеним и културним утицајем.
Српска књижевност барока и и барокних тенденција стварана је у облику поезије, епске поезије, путописа, историјских списа, драма и беседништва.
У периоду српског просветитељства, рачунајући и барок као стилску формацију епохе просветитељства, било је активно више од 120 писаца.
Централна личност српског просветитељства јесте Доситеј Обрадовић. Најзначајнији писци су Захарије Орфелин, гроф Ђорђе Бранковић, Гаврил Стефановић Венцловић, Емануел Козачински и Јован Рајић.
Барокну књижевност Боке Которске и других сповенских крајева попут Дубровника, поред уобичајених одредница и тема типичних за барок, карактерише и осећај словенског родољубља.

## Српски народни препород
Српски народни препород односи се на период у историја српске културе између 18. века и независности 1878. године. Током овог периода долази до културног успона и значајног уметничког стваралаштва. Истакнути представници су: Лукијан Мушицки, Сима Милутиновић Сарајлија, Јован Стерија Поповић, Вук Стефановић Караџић, Петар II Петровић Његош, Стјепан Митров Љубиша, Филип Вишњић, Ђура Јакшић, Јован Пачић, Милица Стојадиновић Српкиња, Јован Јовановић-Змај, Лаза Костић, Никола Боројевић, Доситеј Обрадовић, Ђорђе Марковић Кодер, Павле Соларић, Сава Мркаљ, Јован Дошеновић, Лука Милованов Георгијевић, Јоаким Вујић, Глигорије Трлајић, Платон Атанацковић и Васа Живковић.

## Књижевност романтизма
Епоха српског романтизма стоји у знаку Вука Караџића и његове борбе за афирмацију народног језика. Практично сви велики српски романтичари били су присталице Вукових идеја, и инспирисали су се народном поезијом, за чије систематско сакупљање Вук има највеће заслуге. Окренутост народној, 'наивној' књижевности једна је од романтичарских црта која вуче порекло од Русоових идеја о првобитном, неисквареном човеку. Код Срба, као и код многих других европских народа који су се у то доба налазили под политичком и културном хегемонијом страних земаља, ово доба поклапа се са добом националног буђења и културног препорода. Вуков рад такође је наишао на одушевљење многих водећих европских романтичара, као што су Гете, Андерсен, Ламартин, а ова позитивна рецепција додатно је појачала националну самосвест.
Књижевно стваралаштво Срба у овом раздобљу је углавном лирско, али неки од најзначајнијих песника писали су и у епској форми, као на пример Сима Милутиновић Сарајлија. Његош је најбитнија дела писао у форми драмског спева.
Међу лиричарима, истичу се песници: Бранко Радичевић, Ђура Јакшић, Јован Јовановић Змај и Лаза Костић.

## Књижевност реализма
У епохи српског реализма доминирају прозни жанрови - роман и, нарочито, приповетка. Међутим, ваља напоменути да реализам, као доминанта сложеног књижевног дискурса у српској књижевности, нарочито њеној линији коју Јован Деретић дефинише као историјску, далеко надилази оквире епохе. Најзначајнијим представницима саме епохе реализма обично се сматрају: Светозар Марковић (теоретичар), Јаков Игњатовић, Милован Глишић, Лаза Лазаревић, Јанко Веселиновић, Илија Вукићевић, Симо Матавуљ, Стеван Сремац, Радоје Домановић, Војислав Илић, Бранислав Нушић.

## Модерна књижевност
Књижевни тренд прве и друге деценије 20. века на српском се назива модерном књижевношћу. Њени утицаји долазили су од водећих књижевних покрета у Европи, нарочито симболизма и психолошког романа, али више кроз расположење и естетску компоненту, а не из књижевног заната. То се манифестовало у делима Јована Дучића и Милана Ракића, двојице песничких дипломата. Трећи водећи песник у то време био је Алекса Шантић чија је поезија била мање суптилна, али испуњена емоцијама и искреношћу. Били су популарни због свог родољубивог, романтичног и друштвеног изгледа.
Остали песници као што су Вељко Петровић, Милутин Бојић, Сима Пандуровић, Владислав Петковић Дис, Милорад Митровић, Стеван М. Луковић, Владимир Станимировић, Даница Марковић, Велимир Рајић, Стеван Бешевић, Милорад Павловић, Милан Ћурчин, Милорад Петровић Сељанчица, сви су узели другачије стазе и показали су велику софистицираност и напредак, не само у свом занату, већ и у свету. Већина је била песимистична у својим изгледима, а истовремено родољубива у јеку бурних догађаја који су тада кулминирали у борби за Стару Србију, Балканске ратове и Први светски рат.
Осетила се и нова генерација прозних писаца, Светозар Ћоровић, Јанко Веселиновић, Вељко Милићевић и Борисав Станковић са својим главним делима, Нечиста крв и Коштана. Нечиста крв се данас сматра једним од најмоћнијих српских романа тог периода. Његов је свет град Врање напуњен традицијом, где су се Словени међу собом поделили које су они етничке припадности: српске, бугарске, грчке или новостворене македонске.
Ово место трговаца и земљопоседника излазило је заједно са Турцима који су се повлачили из региона, након дуге борбе за Стару Србију 1903-1911, и Балканске ратове. Једнако тако, Светозар Ћоровић приказао је своју родну Херцеговину, где је промена муслиманског становништва током босанске кризе и после била најоштрија. Потом је уследила изразита лирска проза Петра Кочића и тражење независности Босне и Херцеговине и њеног природног уједињења са Србијом. У његовој чувеној приповеци "Јазавац пред судом" аустро-угарске власти се ругају својој спремности да владају над другима, укључујући Словене.
Све ове писце подржали су српски критичари образовани на Западу. На пример, Богдан Поповић, Павле Поповић, Љубомир Недић, Слободан Јовановић, Бранко Лазаревић, Војислав Јовановић Марамбо и Јован Скерлић. Скерлић је са својим историјским прегледом српске књижевности, и Богдан Поповић својим рафинираним западњачким школским естетизмом не само вагао пишчева достигнућа, већ је указивао и на смер правца модерне светске књижевности према њима.
У 20. веку српска књижевност је процветала и појавио се велики број младих и талентованих писаца.
У научном раду Славице Мереник из 1999. године пописани су објављени мемоари на српском језику, укупно око 700 дела.
Најпознатији аутори су Иво Андрић, Милош Црњански, Меша Селимовић, Борислав Пекић, Бранко Миљковић, Данило Киш, Милорад Павић, Давид Албахари, Миодраг Булатовић, Игор Маројевић, Мирослав Јосић Вишњић, Добрица Ћосић, Зоран Живковић, Владимир Арсенијевић, Владислав Бајац и многи други.
У првој и другој Југославији били су активни аутори популарне књижевности у криминалистичком и сродним жанровима, попут Градимира Пашћановића који је написао преко 500 рото романа.
Јелена Димитријевић и Исидора Секулић две су истакнуте српске књижевнице раног двадесетог века, док су Светлана Велмар-Јанковић и Гордана Куић истакнуте књижевнице у савременом периоду.
Милорад Павић спада у интернационално препознатљивије ауторе са краја 20. и почетка 21. века, пре свега због Хазарског речника који је преведен на 38 језика.

## Награде
Међу значајније активне српске књижевне награде убрајају се:
| Назив                                    | Област                         |
| ---------------------------------------- | ------------------------------ |
| Бранкова награда                         | поезија                        |
| Змајева награда                          | поезија                        |
| Награда „Драинац”                        | поезија                        |
| Награда „Бранко Миљковић”                | поезија                        |
| Награда „Ђура Јакшић”                    | поезија                        |
| Награда „Васко Попа”                     | поезија                        |
| Дучићева награда                         | поезија                        |
| Награда „Милан Ракић”                    | поезија                        |
| Стеријина награда                        | драматургија                   |
| Награда „Бранислав Нушић”                | драматургија                   |
| Награда „Борислав Михајловић Михиз”      | драматургија                   |
| Награда „Милош Црњански”                 | прва књига                     |
| НИН-ова награда                          | проза                          |
| Андрићева награда                        | проза                          |
| Награда „Борисав Станковић”              | проза                          |
| Награда „Златни сунцокрет”               | проза                          |
| Награда „Кочићево перо”                  | проза                          |
| Награда „Светозар Ћоровић”               | проза                          |
| Награда „Меша Селимовић”                 | најбоља књига                  |
| Награда „Исидора Секулић”                | најбоља књига                  |
| Награда „Бранко Ћопић”                   | најбоља књига                  |
| Награда „Лаза Костић”                    | најбоља књига                  |
| Књижевна награда „Политикиног Забавника” | књижевност за децу             |
| Награда „Доситејево перо”                | књижевност за децу             |
| Награда „Раде Обреновић”                 | књижевност за децу             |
| Награда „Златни кључић”                  | књижевност за децу             |
| Награда „Тодор Манојловић”               | модеран уметнички сензибилитет |
| Наградa „Лазар Комарчић”                 | фантастика                     |
| Наградa „Станислав Лем”                  | фантастика                     |
| Награда „Ђорђе Јовановић”                | критика/есејистика             |
| Награда „Милан Богдановић”               | критика/есејистика             |
| Награда „Дејан Медаковић”                | мемоаристика                   |
| Награда „Љубомир П. Ненадовић”           | путопис                        |
| Награда „Младен Лесковац”                | историја књижевности           |
| Награда „Златни кључ Смедерева”          | међународна                    |
| Европска награда за поезију „Петру Крду” | међународна                    |
| Награда „Стефан Митров Љубиша”           | међународна                    |
| Награда „Милован Видаковић”              | међународна                    |

## Удружења
Значајнија активна књижевна удружења у Србији су:
- Удружење књижевника Србије
- Удружење драмских писаца Србије
- Друштво књижевника Војводине
- Српско књижевно друштво
- Друштво љубитеља фантастике „Лазар Комарчић”
- Удружење књижевних преводилаца Србије
- Друштво књижевника и књижевних преводилаца Ниша
- Друштво новосадских књижевника.